# Makanrushi
Makanrushi (russe : Маканруши ; japonais : 磨勘留島 ; Makanru-tō) est une île volcanique inhabitée de Russie, située près de la frontière nord des îles Kouriles, dans la mer d'Okhotsk, à environ 28 km de l'île d'Onekotan. Son nom provient de la langue aïnou.

## Géologie
Makanrushi a une superficie de 49 km2.
L'île est formée d'un stratovolcan endormi, le pic Mitaka (russe : влк.Митака ; japonais 三高山 ; Mitakayama), qui s'élève à 1 169 m d'altitude.